# 가와우치정 (아오모리현)
가와우치정(川内町) 시모키타군 시모키타반도 중앙부에 접했던 정이다.
2005년 3월 14일 무쓰시에 편입되었기 때문에 폐지되었다.

## 역사
가마쿠라 시대에는 시모키타 반도 일대는 쓰가루 안도 씨에 의해 지배되었지만, 겐무 시대(1330년대 전반)부터 난부 사행(南部使行)의 메다이인 다케다 씨가 당시에 가키자키 성을 축성해 지배하였다. 다케다씨 5대째인 조닌 노부즈미(蔵人信純)가 가키자키씨를 칭한다(동북태평기에 의한 설로, 카키자키 조닌의 난까지는 이설이 여러 번 있었고, 안도씨의 지배였다는 설도 있다).1450년대 후반 난부씨에 대한 가키자키 조인의 난이 일어나자 난부마사츠네(하치노헤 마사쓰네)가 추토해 카키자키씨는 홋카이도로 도주한다.이후 이 땅은 초대 유수를 닛타 모리마사로 하는 남부 하치노헤 일족의 지배지가 된다.
에도시대에는 다나베 나나미나토의 하나로 꼽히는 가와우치미나토보다 기타마에부네에 의한 교역이 에조지나 가미가타와 활발히 이루어졌으며 주로 남부 히바나 노송나무나 편백나무 등 해산물이 운반되었다.
다이쇼 시대에는 일본 3대 오도리야마로 꼽힌 아베 성이 있었고, 그 주변에 취락이 형성되었으나 20세기 전반에 폐산하였다. 이 시기에 행해진 제1회 국세조사를 진행한 결과, 일시적으로 시모키타군에서 최대의 인구 규모가 되어, 군의 중심지였던 다나베정이나 후에 발전하는 오미나토촌을 웃돌고 있었지만, 광산업의 쇠퇴에  접어들어 불과 몇 년 사이에 인구가 감소했다.
- 1889년 : 4촌을 합병해 가와우치촌이 되었다.
- 1917년 10월 31일 : 가와우치촌이 정으로 승격해 가와우치정이 되었다.
- 2005년 3월 14일 : 시모키타군 오하타정・와키노사와촌과 함께 무쓰시에 편입되었다.

### 철도
- 동일본 여객철도 오미나토선

### 도로
- 국도 338호